# 古斯塔夫·德弗里斯
古斯塔夫·德弗里斯（荷蘭語：Gustav de Vries，1866年1月22日—1934年12月16日），男，荷兰数学家。因与迪德里克·科特韦赫提出科特韦赫-德弗里斯方程（KdV方程）而知名。

## 纪念
- 科特韦赫-德弗里斯数学研究所[1]